# إلينا رالف
إلينا رالف (بالعبرية: ילנה ראלף‏) هي متسابقة ملكة الجمال وعارضة إسرائيلية، ولدت في 27 نوفمبر 1983 في دونيتسك في أوكرانيا.

## وصلات خارجية
- الموقع الرسمي